# Mukatschewo
Mukatschewo (ukrainisch Мукачево – bis 2017 Мукачеве Mukatschewe; slowakisch Mukačevo, ungarisch Munkács, deutsch Munkatsch) ist eine Stadt in der westukrainischen Oblast Transkarpatien und Verwaltungszentrum des Rajon Mukatschewo mit etwa 85.000 Einwohnern.

## Geografische Lage
Mukatschewo liegt am Rand der Waldkarpaten auf einer Höhe von 176 m am Mittellauf des Flusses Latorica, 250 km südwestlich von Lwiw.
Mukatschewo liegt nahe den Grenzen zu Polen (60 km), der Slowakei (40 km), Ungarn (35 km) und Rumänien (110 km). Die bekannteste Sehenswürdigkeit der Stadt, die im 14. Jahrhundert errichtete Burg Palanok, liegt im Stadtteil Palanok.

## Benennung und Gebietszugehörigkeiten der Stadt
Bedingt durch die wechselvolle Geschichte, hat die Stadt verschiedene Namen in verschiedenen Sprachen: deutsch Munkatsch, ukrainisch Мукачево Mukatschewo, Мукачеве Mukatschewe oder Мукачів Mukatschiw, russinisch Мукачово Mukatschowo, russisch Мукачево Mukatschewo, ungarisch Munkács, tschechisch und slowakisch Mukačevo, hebräisch מונקאטש Minkatsch sowie rumänisch Munceag oder Muncaci (archaisch Muncaciu).
| Zeitraum                           | Zugehörigkeit                                                                        |
| ---------------------------------- | ------------------------------------------------------------------------------------ |
| 9. Jahrhundert                     | Vermutlich Großmähren                                                                |
| 10. bis 11. Jahrhundert            | In bzw. an der Grenze der Kiewer Rus                                                 |
| 10./11. Jahrhundert bis 1538       | Königreich Ungarn (Komitat Bereg)                                                    |
| 1538 bis Ende des 17. Jahrhunderts | Abwechselnd Fürstentum Siebenbürgen und Königreich Ungarn (Komitat Bereg)            |
| Ende des 17. Jahrhunderts bis 1918 | Kaisertum Österreich, seit 1867 Österreich-Ungarn, Königreich Ungarn (Komitat Bereg) |
| 1919–1938                          | Tschechoslowakei (Podkarpatská Rus)                                                  |
| 1938–1945                          | Königreich Ungarn (Komitat Bereg)                                                    |
| 1945–1991                          | Sowjetunion (seit 1946 zugleich Teil der Ukrainischen SSR)                           |
| 1991 bis heute                     | Ukraine (Sakarpatska Oblast/Oblast Transkarpatien)                                   |

## Geschichte

### Ungarische Zeit (10./11. Jahrhundert bis 1919)

Flagge von Mukatschewo

Im Königreich Ungarn gehörte die Stadt zum Komitat Bereg.

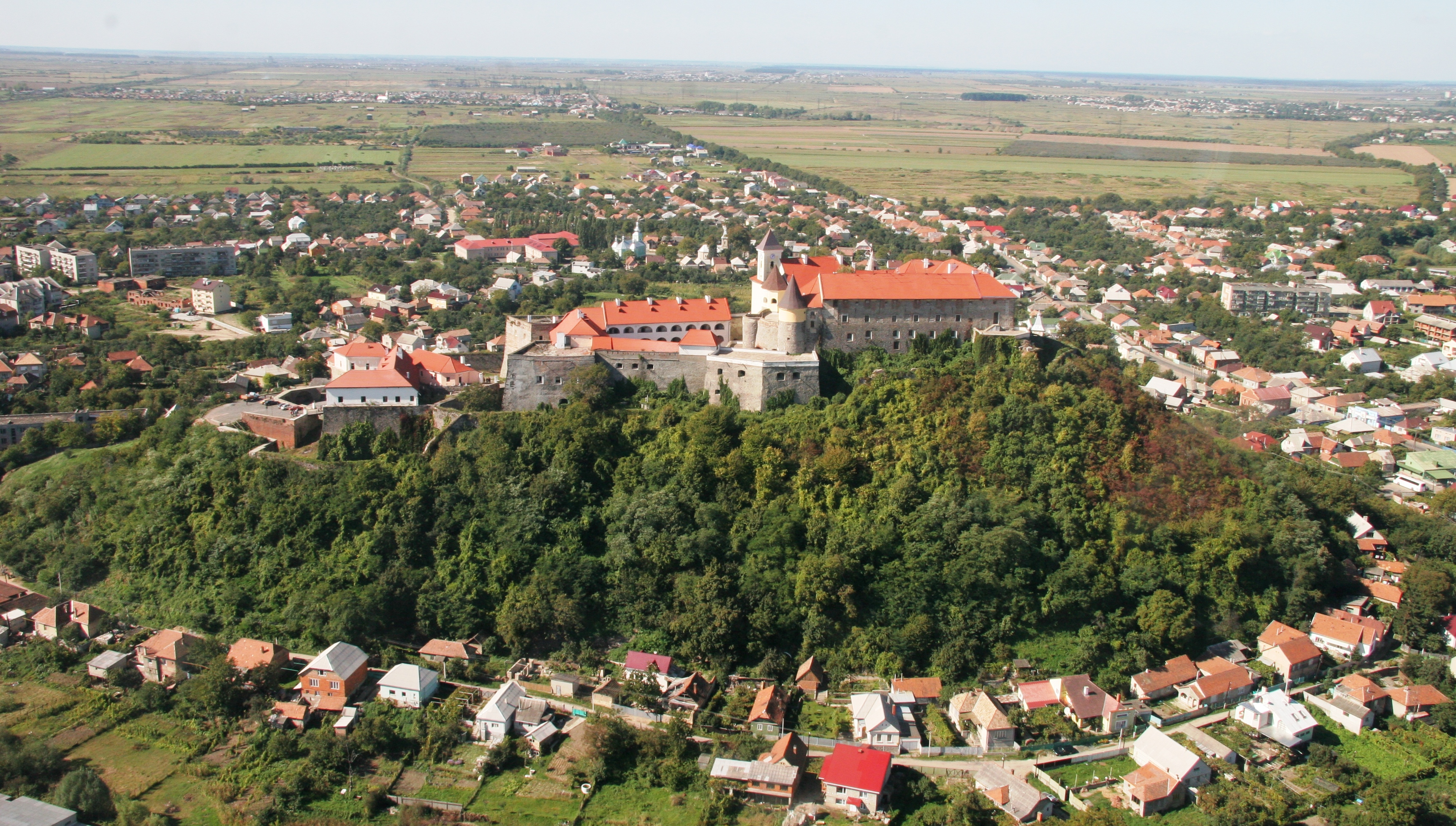
Burg Palanok

Die Burg von Munkács (heute Burg Palanok) ließ, wie die meisten Burgen in dieser Gegend, der ungarische König Béla IV. im 13. Jahrhundert nach dem Mongoleneinfall erbauen, um die östlichen Grenzen Ungarns zu schützen.
1445 wurde die Stadt zu einer königlichen Freistadt erklärt.
Seit der zweiten Hälfte des 17. Jahrhunderts ließen sich Juden in Munkács nieder; so entstand eine bedeutende jüdische Gemeinde.
Berühmtester Inhaber der Burg war die Familie Rákóczi. Nach dem Ende des von Ferenc II. Rákóczi angeführten ungarischen Aufstands gegen die Habsburger (1711 Frieden von Sathmar) verloren die Rákóczis die Burg.
1726 übertrugen die Habsburger die Burg mit der Stadt und Umgebung der österreichischen Familie Schönborn, die auch viele Deutsche in Munkács ansiedelte. In dieser Zeit expandierte die Stadt flächenmäßig und wirtschaftlich.
Seit dem Ende des 18. Jahrhunderts bis 1897 wurde die Burg als Kaserne und Gefängnis benutzt.
In der österreichisch-ungarischen Monarchie wurde die Stadt stets mit ihrem ungarischen Namen Munkács bezeichnet.

### 20. Jahrhundert

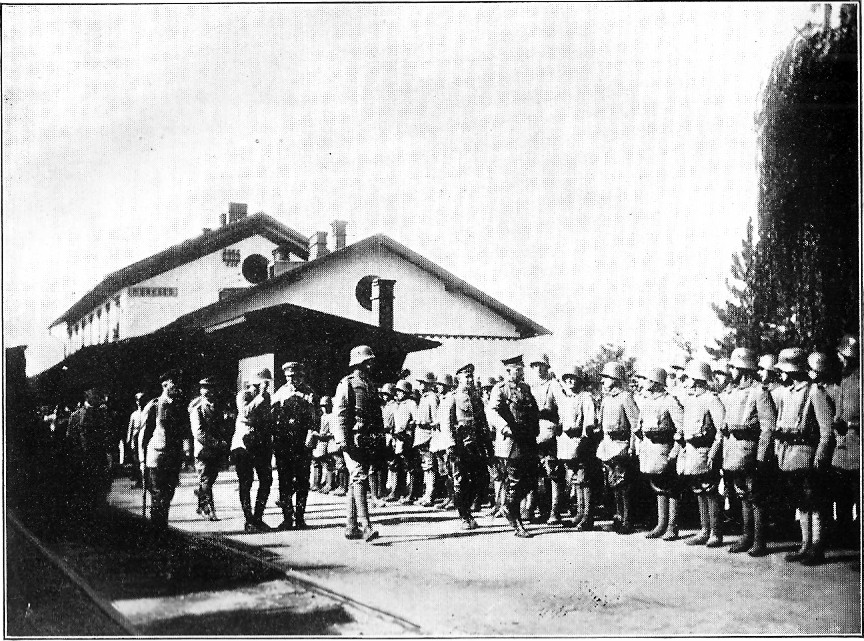
Der deutsche Kaiser besichtigte 1917 auf der Durchfahrt von Munkács das von der Karpathenfront kommende Reserve-Jäger-Bataillon Nr. 23 auf dem Bahnhof

1919 kam die Stadt im Zusammenhang mit den Pariser Vorortverträgen zur neu gegründeten Tschechoslowakei und trug nun den Namen Mukačevo. Im November 1938 kam die Stadt mit dem von Hitler diktatorisch bewirkten Ersten Wiener Schiedsspruch zurück an das Königreich Ungarn. Der Schiedsspruch wurde von den Kriegsgegnern Deutschlands als nichtig von Anfang an betrachtet.
In der Zwischenkriegszeit betrug der jüdische Bevölkerungsanteil über 40 %, das waren Anfang 1941 13.488 Personen. Nach der deutschen Besetzung Ungarns im März 1944 wurde im April von der ungarischen Verwaltung ein Ghetto für die jüdische Bevölkerung der Stadt und ein zweites für die des Umlandes angeordnet. Bis Ende Mai 1944 wurde die gesamte jüdische Bevölkerung nach Auschwitz deportiert, wo mehr als 80 % von ihnen ermordet wurden. Am 26. Oktober 1944 wurde die Stadt von der Roten Armee im Zuge der Ostkarpatischen Operation erobert.
Nach dem Ende des Zweiten Weltkrieges kam die Stadt zur Sowjetunion, als die Karpatenukraine ohne Befragung der wiedererrichteten Tschechoslowakei der Ukrainischen Sozialistischen Sowjetrepublik zugeschlagen wurde.
Es kam infolge starker Industrialisierung zu umfangreichen Eingemeindungen, die ehemals selbstständigen Orte Palanok (ukrainisch Паланок, deutsch selten Plankenburg, ungarisch Várpalánka), Roswyhowo (ukrainisch Росвигово, russisch Росвегове/Roswegowe, ungarisch Oroszvég), Pidhorod (ukrainisch Підгород, russisch Подгород/Podgorod, deutsch selten Kroatendorf, ungarisch Munkácsváralja), Pidmonastyr (ukrainisch Підмонастир, russisch Подмонастирь/Podmonastir, ungarisch Klastromalja) und Pidhorjany (ukrainisch Підгоряни, russisch Подгоран/Podgorjan, ungarisch Őrhegyalja, slowakisch Podhorjany) sind seit dem 11. Januar 1945 Teile des Stadtgebiets.
Nach dem Zerfall der Sowjetunion wurde die Stadt Teil der nun unabhängigen Ukraine.

## Wirtschaft und Infrastruktur
Die Stadt ist Knotenpunkt zwischen der Europäischen Union und Osteuropa. Sie liegt an der Bahnstrecke Lwiw–Stryj–Tschop, welche ab Mukatschewo und über Tschop hinaus bis zu den Grenzbahnhöfen mit der Slowakei und Ungarn zweispurig (mit russischer Breitspur und europäischer Normalspur) ausgeführt ist. Zwischen Mukatschewo und Budapest verkehren täglich Fernzüge. Die Stadt ist Standort von Fabriken aus der Bier-, Wein-, Tabak-, Textil-, Möbel- und Lebensmittelindustrie. Im Stadtzentrum findet der größte Basar der Provinz Transkarpatien statt.

Ansichten von Mukatschewo
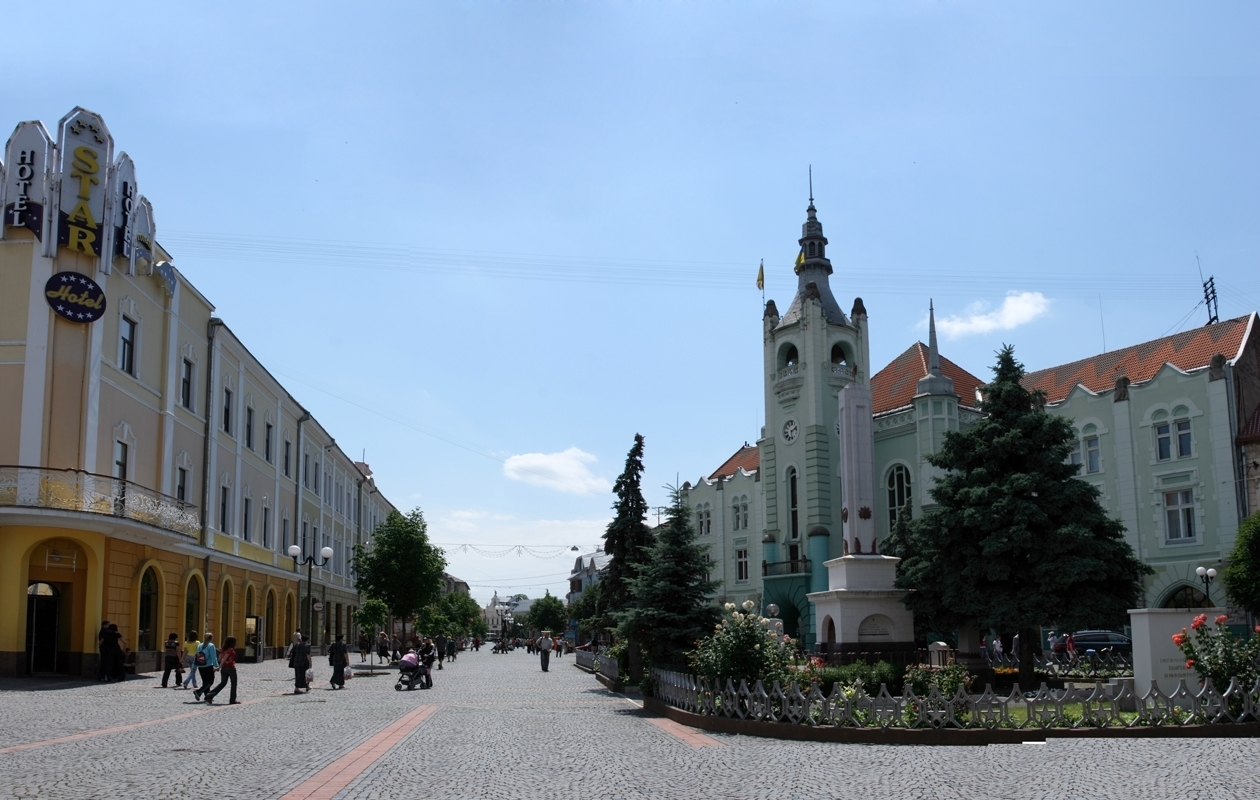
Rathaus und Marktplatz
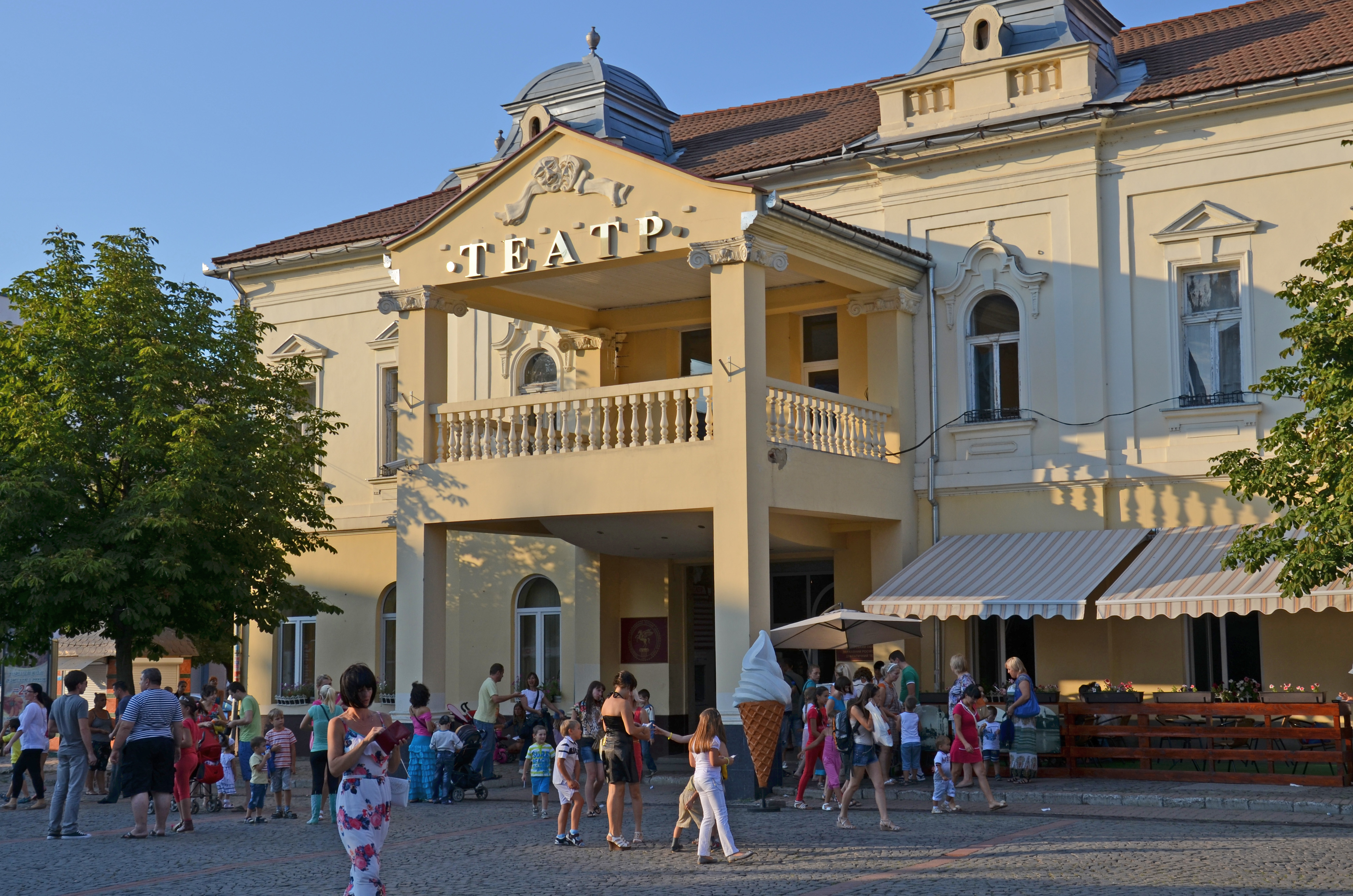
Stadttheater
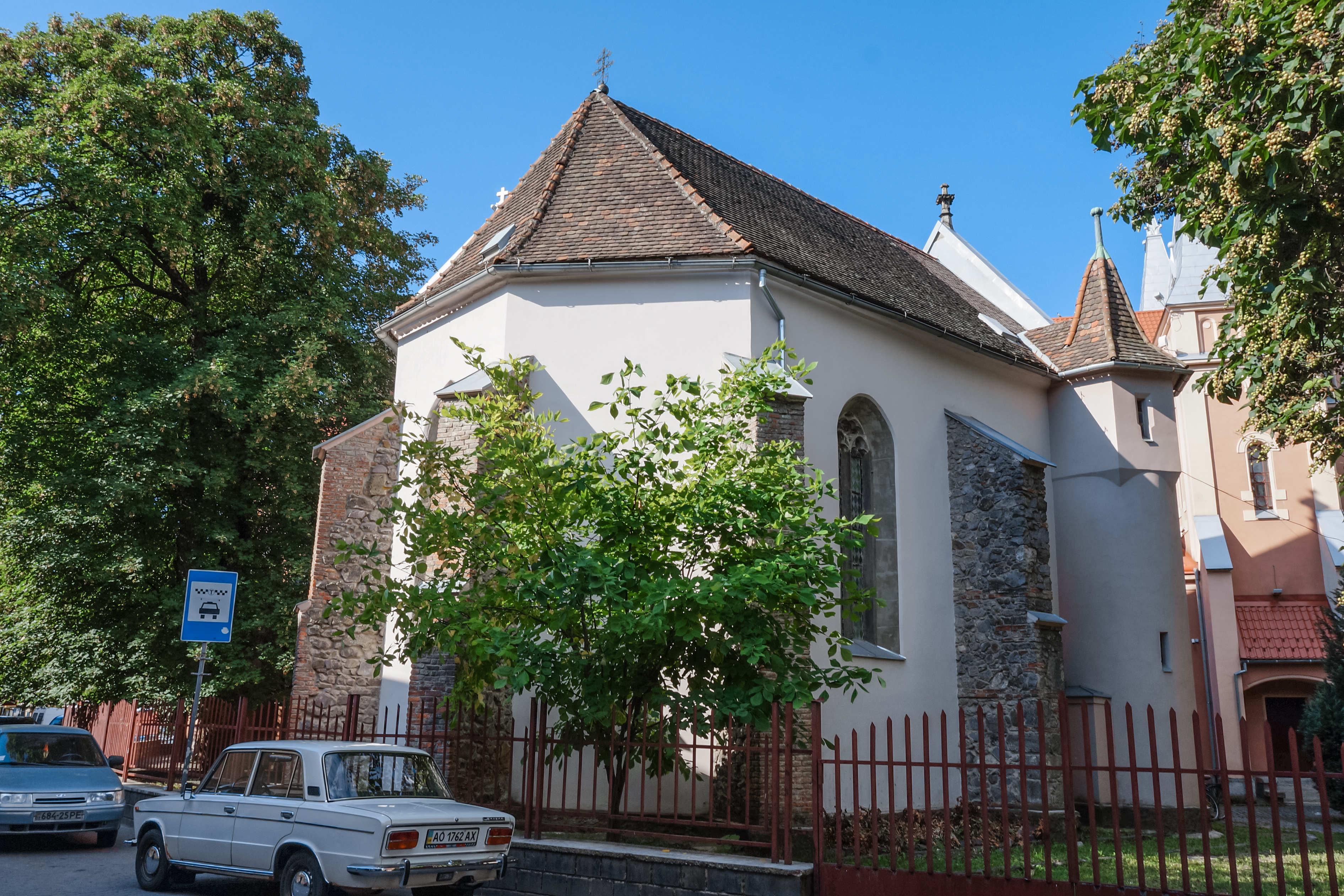
Mittelalterliche Kapelle
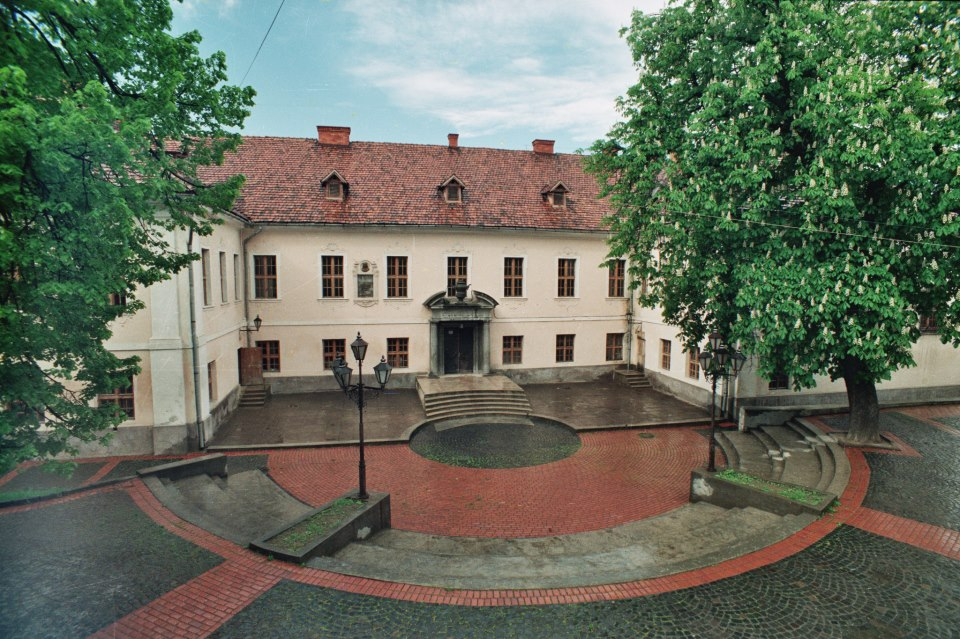
Sog. „Weißes Haus“, Kunstschule (ehem. Stadtpalast der Familie Rákóczi, dann Schönborn)
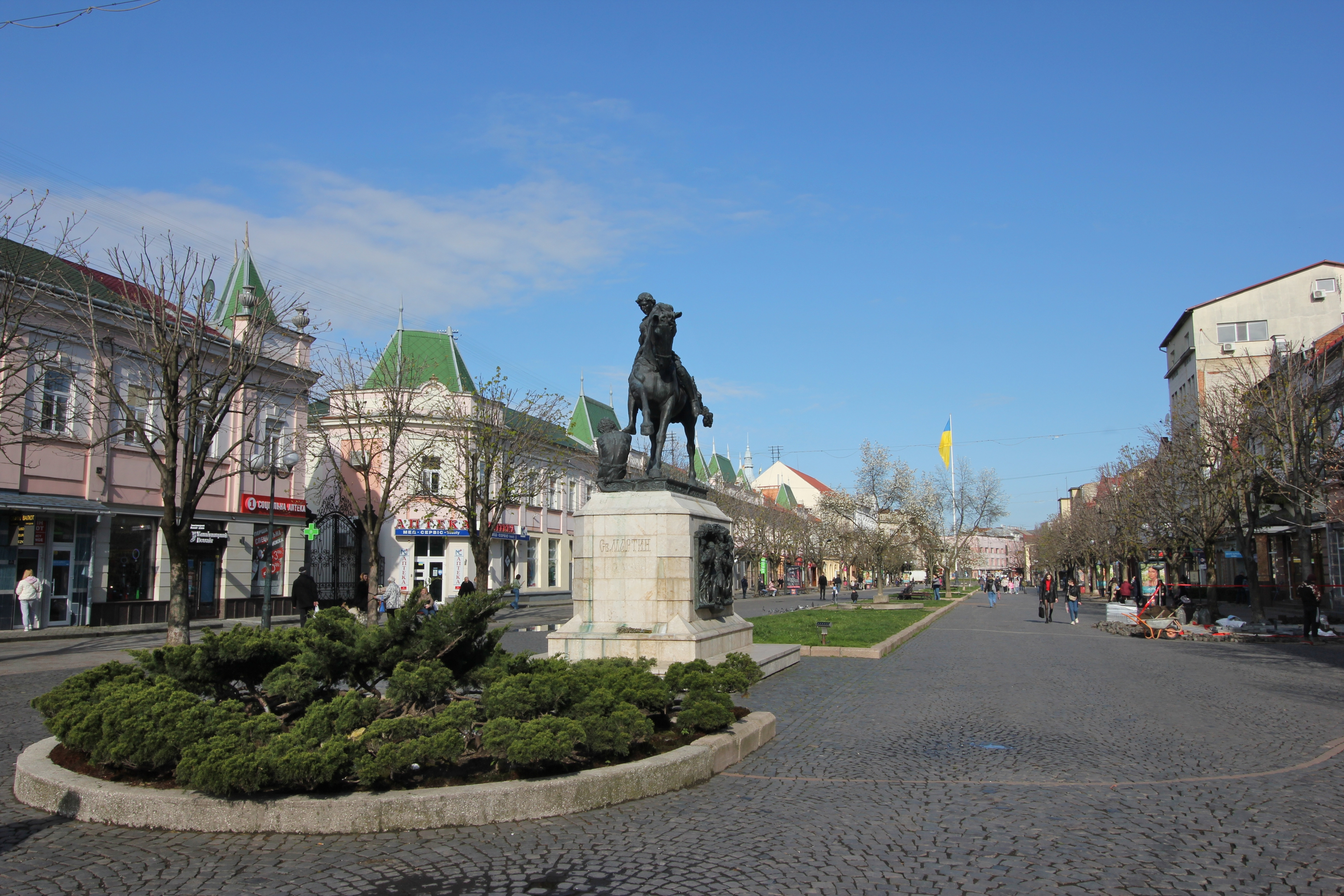
Der zentrale Kyrill-und-Method-Platz

## Bevölkerung
In Mukatschewo bilden Ukrainer den Hauptanteil der Einwohnerzahl (77,1 %). Die größten Minderheiten stellen Russen (9,0 %), Magyaren (8,5 %), Deutsche (1,9 %) und Roma (1,4 %) (Daten von 2001).

### Demografische Entwicklung
| Jahr      | 1959   | 1970   | 1979   | 1989   | 2001   | 2010   | 2020   |
| --------- | ------ | ------ | ------ | ------ | ------ | ------ | ------ |
| Einwohner | 46.423 | 57.414 | 71.864 | 84.521 | 82.346 | 83.763 | 85.796 |

### Söhne und Töchter der Stadt
- Mikuláš Tóth (1833–1882), griechisch-katholischer Bischof der Eparchie Prešov
- Mihály von Munkácsy (1844–1900), ungarischer Maler
- Koloman Haslinger (1889–1944), österreichischer Urologe
- Géza Bornemisza (1895–1983), ungarischer Politiker, Handels- und Industrieminister
- Stefan Winkle (1911–2006), deutscher Mediziner und Mikrobiologe
- Johanna Nestor (1917–2012), österreichische Botschafterin
- Rio Preisner (1925–2007), tschechischer Dichter, Philosoph, Übersetzer und Gelehrter
- Joseph Naveh (1928–2011), israelischer Linguist, Paläograph, Epigraphiker, Archäologe und Hochschullehrer
- Ludvík Ráža (1929–2000), tschechischer Regisseur
- Jack Garfein (1930–2019), US-amerikanischer Theater- und Kinoregisseur und Schauspieler
- Michael Pinto-Duschinsky (* 1943), britischer Politikwissenschaftler und Hochschullehrer
- Tiberij Silwaschi (* 1947), abstrakter Maler
- Lolita Miljawskaja (* 1963), russische Estrada-Sängerin und Schauspielerin
- Anatolij Muschtschynka (* 1970), Fußballspieler
- Mykola Petro Lutschok (* 1974), Ordensgeistlicher, Bischof von Mukatschewe
- Kamilla Senjo (* 1974), deutsche Journalistin und Moderatorin
- Swjatoslaw Wakartschuk (* 1975), Sänger, Songwriter und sozialer Aktivist
- Rostyslaw Ljach (* 2000), Fußballspieler
- Ruslan Neschtscheret (* 2002), Fußballspieler

## Verwaltungsgliederung
Am 12. Juni 2020 wurde die Stadt zum Zentrum der neu gegründeten Stadtgemeinde Mukatschewo (Мукачівська міська громада/Mukatschiwska miska hromada). Zu dieser zählen auch 17 Dörfer; bis dahin bildete sie die Stadtratsgemeinde Mukatschewo (Мукачівська міська рада/Mukatschiwska miska rada).
Folgende Orte sind neben dem Hauptort Mukatschewo ein Teil der Gemeinde:
| Name                     | Name            | Name             | Name                               | Name                         | Name                       | Name                 |
| ukrainisch transkribiert | ukrainisch      | russinisch       | russisch                           | slowakisch                   | ungarisch                  | deutsch              |
| ------------------------ | --------------- | ---------------- | ---------------------------------- | ---------------------------- | -------------------------- | -------------------- |
| Barbowo                  | Барбово         | Барбово          | Барбово                            | Barbovo                      | Bárdháza                   | Bardhaus, Barthausen |
| Derzen                   | Дерцен          | Дерцень          | Дерцен                             | Drysina, Derceň              | Dercen                     | –                    |
| Dorobratowo              | Доробратово     | Доробратово      | Доробратово                        | Drahobratovo, Dorobratová    | Drágabártfalva             | –                    |
| Fornosch                 | Форнош          | Форнош           | Форнош                             | Fornoš                       | Fornos                     | –                    |
| Horbok                   | Горбок          | Горбок (Gorbok)  | Горбок (Gorbok)                    | Sarkaď                       | Kissarkad                  | –                    |
| Kljutscharky             | Ключарки        | Ключаркы         | Ключарки (Kljutscharki)            | Kľučárky, Ključárka          | Várkulcsa                  | –                    |
| Lawky                    | Лавки           | Лавкы            | Лавки (Lawki)                      | Lávky, Lauka                 | Lóka, Lauka                | –                    |
| Makarjowo                | Макарьово       | Макарëво         | Макарово (Makarowo)                | Makariovo, Makarjevo         | Makarja                    | –                    |
| Nehrowo                  | Негрово         | Негрово          | Негрово (Negrowo)                  | Negrovo                      | Maszárfalva                | Nehrowo              |
| Nowe Dawydkowo           | Нове Давидково  | Новоє Давидково  | Новое Давыдково (Nowoje Dawydkowo) | Nové Davidkovo               | Újdávidháza                | –                    |
| Nyschnij Koropez         | Нижній Коропець | Нижньый Коропиць | Нижний Коропец (Nischni Koropez)   | Nižný Koropec, Nižný Koropic | Alsókerepec, Pusztakerepec | –                    |
| Pawschyno                | Павшино         | Павшино          | Павшин (Pawschin)                  | Paušín, Pavšin               | Pósaháza                   | Pausching            |
| Pistrjalowo              | Пістрялово      | Пістрялово       | Пестрялово (Pestrjalowo)           | Pistrjalovo                  | Pisztraháza                | –                    |
| Romotschewyzja           | Ромочевиця      | Ромочевиця       | Ромочевица (Romotschewiza)         | Romočevice, Romočevica       | Romocsafalva               | –                    |
| Saluschschja             | Залужжя         | Залужя           | Залужье (Saluschje)                | Záluž, Zaluža                | Beregkisalmás              | –                    |
| Sawydowo                 | Завидово        | Завидово         | Завидово (Sawidowo)                | Zavidovo                     | Dávidfalva, Závidfalva     | –                    |
| Schenborn                | Шенборн         | Нижньый Шенборн  | Шенборн                            | Nové Selo                    | Alsókerepec, Alsóschönborn | Unterschönborn       |

## Religion

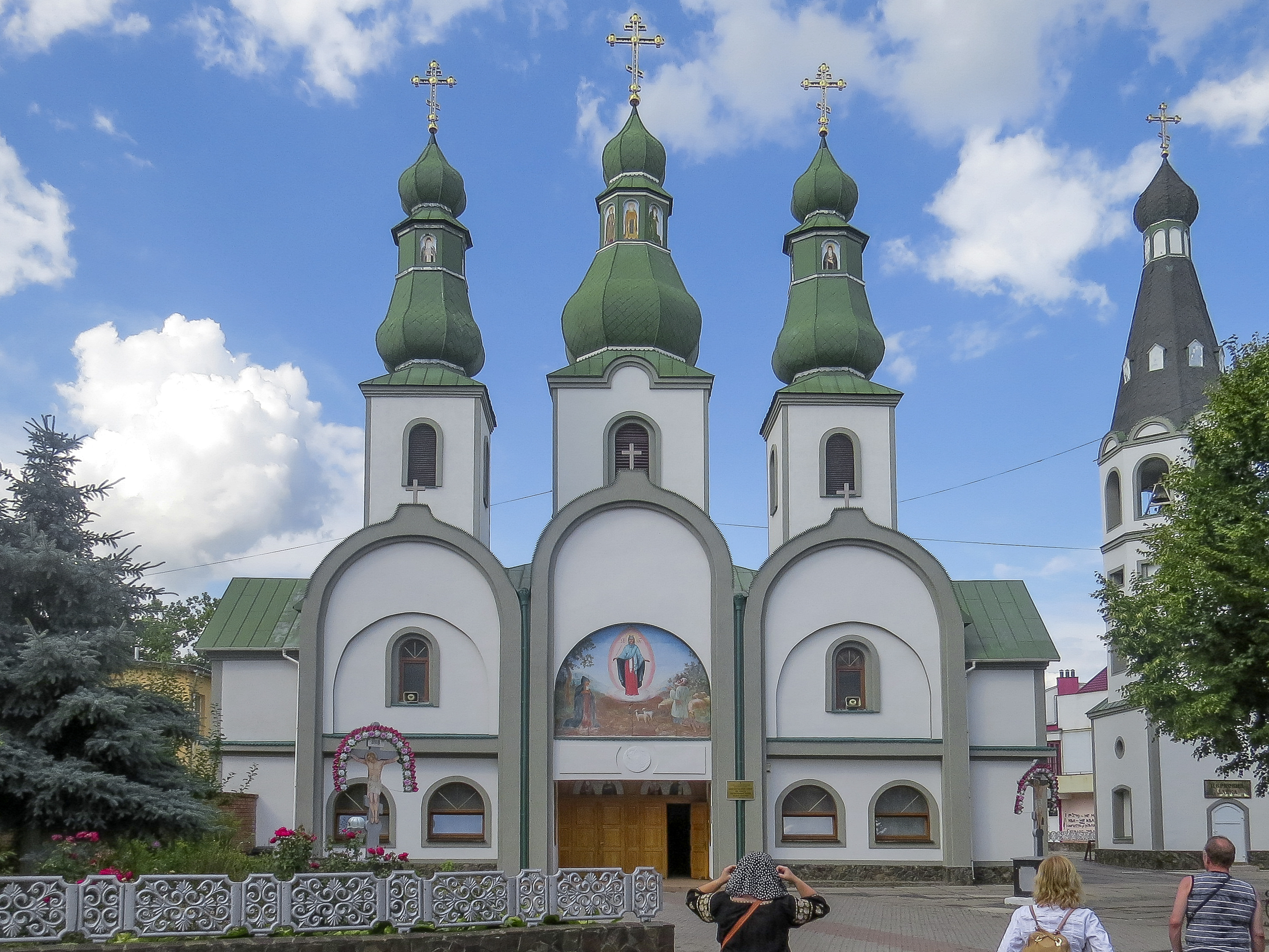
Kathedrale der Diözese Mukatschewo der Ukrainisch-Orthodoxen Kirche in der Innenstadt; umgebaut aus einem ehemaligen Offizierskasino

Mukatschewo ist Sitz von zwei katholischen Bistümern, der römisch-katholischen Diözese Mukatschewe und der ruthenischen griechisch-katholischen Eparchie Mukatschewe.

## Klima
Die Sommer sind sehr warm (durchschnittlich 23 bis 25° C im Juli) und die Winter kalt (−3 bis −4° C im Januar). Der Herbst ist meist trocken und mild. Der April ist der feuchteste Monat mit häufigem Niederschlag.

## Städtepartnerschaften
- I. Bezirk, Budapest, Ungarn (seit 2014)
- Mátészalka, Ungarn
- Charzysk, Ukraine